# Произведения на Иван Вазов
Тази страница е списък с произведения на българския писател Иван Вазов (1850 – 1921).

## Първи творби
През 1870 Вазов отпечатва първото си стихотворение – „Борба“. През 1872 издава стихотворението „Борът“, което е първото му коментирано публично. До 1875–1876 пише и любовни стихотворения. През 1876 отпечатват първата му стихосбирка – „Пряпорец и Гусла“, но не подписва книгата с истинското си име, а с псевдонима Пейчин. В нея той включва „Панагюрските въстаници“, по-известно като песента „Боят настана“. През 1877 излиза втората стихосбирка на Вазов – „Тъгите на България“, която вече е подписана с истинското му име. Третата стихосбирка излиза от печат година по-късно – през 1878, и носи заглавието „Избавление“. През 1881 г. Вазов издава стихосбирката „Гусла“.

## Разкази
- Запалените снопи
- Увеселителен влак
- Прощъпулник
- Просяк
- Убийство
- Бъдни вечер в столицата
- Японски силуети
- Целувка на Македония
- Нощ във вълшебен замък
- Ема
- На карантина
- Една одисея из Делиорман
- Великденско размишление
- При Ивана Гърбата
- Апостола в премеждие
- Срещите ми с Любена Каравелова
- Чистият път
- Пред Пирот
- Маргарита
- Капят листата
- Една българка
- Павле Фертигът
- От оралото до урата
- След двайсет години
- Наум
- Първите дни на свободата
- Звездата
- Един кът на покой и забрава
- В градината на музите
- Дъщерята на Пилата
- Изпъденият марш
- В електрическия трамвай
- Урок
- Война въз едни одър
- Под есенните лъчи
- Инвалид
- Тъмен герой
- Улица „Братиано“
- Велик син
- Ah, Excellence
- Сливница
- В зоологическата градина
- Тотка
- Епоха – кърмачка на велики хора
- Сладкодумен гост на държавната трапеза
- Дядо Йоцо гледа
- Героите от Англо-бурската война
- Поборник
- Първият млад българин, който...
- В мрака
- Негостолюбиво село
- Михал Чонин
- Даскалите
- Марат
- Учител по история
- Наводнението
- Un cas de psychologie
- Гарнитури на прозорците
- Той е млад, здрав, интелигентен
- „Народът“
- Изпросила
- Донос
- Зимна разходка
- „Травиата“
- Три грешки
- Бъдещият литературен „кружок“
- Единствен изход
- Неостаряла
- Паметникът
- За моята си черга
- Кой ще цивилизува шопско
- Доктор Джан-Джан
- Украсил столицата
- Траур
- Слугиня
- Обикновена история
- Една изгубена вечер
- Двете врати
- Драма
- Репетиция
- Едно злодейство
- „Ново преселение“
- Братаковата теория
- Саво
- Не поздравил
- Прекрасно
- Отровен
- Доктор Андрозов
- Василица
- Пустодимски
- Коприва
- Член 33
- Просител
- Приятелски срещи
- В Пирин
- Вълко на война
- Иде ли?
- Саломоновският цирк
- Хаджи Ахил
- Кандидат за „Хамама“
- Белимелецът
- Из кривините
- Дядо Нистор
- Среща
- Коледен дар
- Бикоглав
- Gronde Maritza teinte de sang
- Искров и Райна
- Цончовата мъст
- Една сцена
- Епитропът
- Два врага
- Бурната нощ
- Пейзаж
- Златната планина
- Поколение
- Първи май на г-на Старков
- Госпожата му
- Г. Докузмерджанов на капъните
- Княжеският трамвай
- Panem et circenses!
- Истинският прогресист
- В топлите вълни
- Фелдфебел Стамболков
- Гранична хижа
- За Костенецкия водопад
- Небивала защита
- Беседа над Княжево
- Ложа No. 1
- Но вие българи ли сте?
- Людоеди
- Великият заточеник
- Хамалинът
- Последният ден на XX век
- Разходка из историята

## Автобиография
- Автобиография

## Романи
- Под игото (първият и най-известен роман в България)
- Нова земя
- Светослав Тертер
- Казаларската царица

## Повести
- Митрофан и Дормидолски
- Немили-недраги
- Чичовци (галерия от типове и нрави български в турско време)
- Нора
- Неотдавна
- Кардашев на лов
- Иван-Александър

## Сборници
- Разкази 1881 – 1901
- Драски и шарки
- Видено и чуто
- Пъстър свят
- Утро в Банки
- Разкази 1901 – 1921

## Поеми
- Грамада (поема из шопския живот) 1880
- Загорка 1883
- Моята съседка Гмитра 1881
- Зихра 1881
- В царството на самодивите 1884
- Кихавицата на салюста 1884
- Синайска роза 1884

## Стихосбирки
- Пряпорец и гусла (1876, издадена в Букурещ, свързана с Априлското въстание)
- Тъгите на България (1877)
- Избавление (1878)
- Майска китка (1880)
- Първи стихотворения (1870 – 1876)
- Стихотворения, печатани през 1877 – 1880
- Гусла (1881)
- Епопея на забравените (1881 – 1884)
- Стихотворения за малки деца (1883)
- Поля и гори (1884)
- Италия (1884)
- Сливница (1886)
- Звукове (1893)
- В лоното на Рила
- Скитнишки песни (Впечатления и усещания в Малката и Голямата Стара планина) (1899)
- Под нашето небе (1900)
- Стихотворения, печатани през 1900 – 1910
- Под гръма на победите (1914)
- Песни за Македония (1913 – 1916)
- Нови екове (1917)
- Какво пее планината (1917)
- Люлека ми замириса (1919)
- Не ще загине (1919)
- Стихотворения, печатани през 1913 – 1921 г.

## Пътеписи
- В недрата на Родопите
- Висините
- Витоша
- Рила
- Пирин
- Един кът от Стара планина
- Волът
- Юмрукчал
- Велико Търново
- Царевец
- На върха Свети Никола
- Розовата долина и Тунджа
- Един наш черноморски бисер
- До Радомир
- Великата рилска пустиня

## Драми
- Хъшове
- Към пропаст
- Борислав (1909)
- Ивайло

## Комедии
- Службогонци (Станчо Квасников на гости у министъра)
- Вестникар ли? (1900)
- Господин Мортагон
- Двубой
- Кандидати на славата